# Novara FC
Novara FC, vroeger bekend als Ńovara Calcio is een Italiaanse voetbalclub uit de stad Novara, Piëmont. De club werd in 1908 opgericht en kwam tijdens het seizoen 2011/12 uit in de Serie A. In het seizoen 2010/11 eindigde Novara op de derde plaats in de Serie B en won het de finale van de play-offs tegen Padova. Hierdoor komt de club voor het eerst sinds 1956 uit in de Serie A. Het degradeerde direct weer. In het seizoen 2013/14 degradeerde Novara zelfs naar de Lega Pro Prima Divisione. In 2015 keerde de club terug naar de Serie B voor drie seizoenen.
Tijdens de zomer van 2021 verloor Novara zijn professionele status en werd een Phoenix-club opgericht in Serie D volgens artikel 52 van FIGC's NOIF-reglement. Ze promoveerden in mei 2022 terug naar de Serie C, nadat ze als beste van hun groep in de Serie D waren geëindigd.

## Eindklasseringen
| Seizoen | Competitie                        | Niveau | Eindstand | Coppa Italia | Opmerking                                   |
| ------- | --------------------------------- | ------ | --------- | ------------ | ------------------------------------------- |
| 2000/01 | Serie C2 Girone A                 | IV     | 16        | --           |                                             |
| 2001/02 | Serie C2 Girone A                 | IV     | 3         | --           |                                             |
| 2002/03 | Serie C2 Girone A                 | IV     | 2         | --           |                                             |
| 2003/04 | Serie C1 Girone A                 | III    | 12        | --           |                                             |
| 2004/05 | Serie C1 Girone A                 | III    | 15        | --           |                                             |
| 2005/06 | Serie C1 Girone A                 | III    | 8         | --           |                                             |
| 2006/07 | Serie C1 Girone A                 | III    | 10        | 1e ronde     |                                             |
| 2007/08 | Serie C1 Girone A                 | III    | 8         | --           |                                             |
| 2008/09 | Lega Pro Prima Divisione Girone A | III    | 8         | --           |                                             |
| 2009/10 | Lega Pro Prima Divisione Girone A | III    | 1         | 8e finale    |                                             |
| 2010/11 | Serie B                           | II     | 3         | Kwartfinale  | winnaar promotieserie > Calcio Padova (2-0) |
| 2011/12 | Serie A                           | I      | 19        | 8e finale    |                                             |
| 2012/13 | Serie B                           | II     | 5         | 3e ronde     | halve finale promotieserie                  |
| 2013/14 | Serie B                           | II     | 19        | 3e ronde     | verliezer play-out > AS Varese 1910 (2-4)   |
| 2014/15 | Lega Pro Girone A                 | III    | 1         | 2e ronde     |                                             |
| 2015/16 | Serie B                           | II     | 8         | 3e ronde     | halve finale promotieserie                  |
| 2016/17 | Serie B                           | II     | 9         | 4e ronde     |                                             |
| 2017/18 | Serie B                           | II     | 19        | 2e ronde     |                                             |
| 2018/19 | Serie C Girone A                  | III    | 9         | 8e finale    | 2e ronde promotieserie                      |
| 2019/20 | Serie C Girone A                  | III    | 7         | 1e ronde     | halve finale promotieserie                  |
| 2020/21 | Serie C Girone A                  | III    | 11        | 2e ronde     | degradatie vanwege financiële problemen     |
| 2021/22 | Serie D Girone A                  | IV     | 1         | 2e ronde     |                                             |
| 2022/23 | Serie C Girone A                  | III    | 10        | --           |                                             |
| 2023/24 | Serie C Girone A                  | III    | 17        | --           |                                             |
| 2024/25 | Serie C Girone A                  | III    | 11        | --           |                                             |

## Bekende oud-spelers
- Dionisio Arce
- Helge Bronée
- Bruno Fernandes
- Pietro Ferraris
- Pietro Pasinati
- Silvio Piola
- Pietro Rava
- Renato Zaccarelli
- Mattia Maggio